# Namunaria mammillaris
Namunaria mammillaris là một loài bọ cánh cứng trong họ Zopheridae. Loài này được Schuh miêu tả khoa học năm 1999.